# Annina fustis
Annina fustis is een pissebed uit de familie Cirolanidae. De wetenschappelijke naam van de soort is voor het eerst geldig gepubliceerd in 1991 door Bowman & Iliffe.